# Włókno drzewne

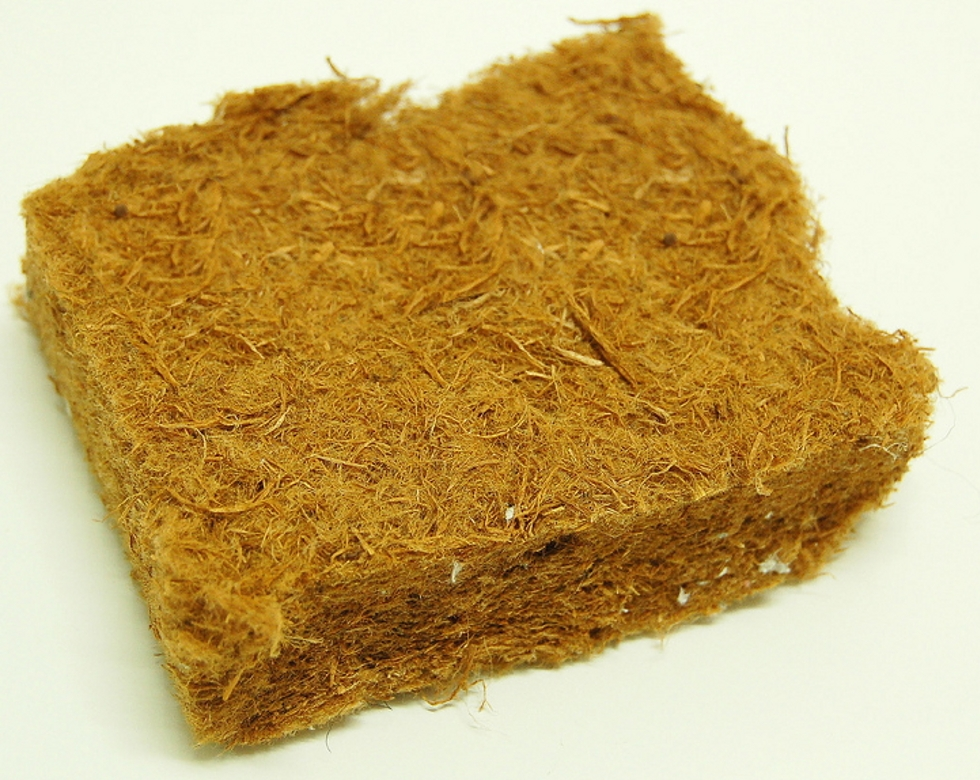
Włókna drzewne

Włókna drzewne (miękisz o funkcji spichrzowej) – grubościenne, wydłużone komórki wchodzące w skład ksylemu, rozmieszczone pojedynczo lub grupami pomiędzy innymi komórkami lub tkankami, wypełnione są powietrzem lub wodą. Zdrewniałe ściany włókien mogą posiadać nieliczne jamki proste lub jednostronnie lejkowate. Dojrzałe włókna są elementem martwym drewna. Wykazują cechy pośrednie między włóknami sklerenchymatycznymi a cewkami. Prawdopodobnie włókna drzewne powstały w drodze ewolucji z cewek. Są do nich podobne morfologicznie i fizjologicznie. Mają jednak zredukowane jamki lejkowate i mniejszą średnicę wewnętrzną. Włókna drzewne nie są zdolne do przewodzenia wody lub przewodzą ją w niewielkim stopniu. Pełnią rolę wzmacniającą lub (żywe) podwójną: wzmacniającą i jednocześnie spichrzową (np u klonów). Stanowią główną część masy drzewnej, decydują o twardości, ciężarze właściwym i właściwościach technicznych drewna. 
Włókna drzewne – nieanatomiczna nazwa tkanek roślin drzewiastych, stosowana w znaczeniu włókna naturalnego, najczęściej w kontekście kierunku ich osiowego położenia. Pojęcie używane w języku leśników i drzewiarzy.
Gatunki drzew o włóknach grubościennych, o bardzo małym świetle komórkowym jak buk, grab, dąb, jesion, mają drewno twarde o wysokich właściwościach mechanicznych. Gatunki o włóknach mniej grubościennych, z większym światłem jak topole, lipa lub wierzba, mają drewno miękkie, o niższych właściwościach wytrzymałościowych. Zróżnicowanie grubości ścian włókien drzewnych może wystąpić w obrębie jednego gatunku w zależności od warunków wzrostu.